# Milesina scolopendrii
Milesina scolopendrii är en svampart som först beskrevs av Faull, och fick sitt nu gällande namn av D.M. Hend. 1961. Milesina scolopendrii ingår i släktet Milesina och familjen Pucciniastraceae.   Inga underarter finns listade i Catalogue of Life.